# Castell de Vallmanya
El castell de Vallmanya, o del Burc, és una antiga fortificació medieval en ruïnes de la comuna de Vallmanya, a la comarca del Conflent (Catalunya del Nord).

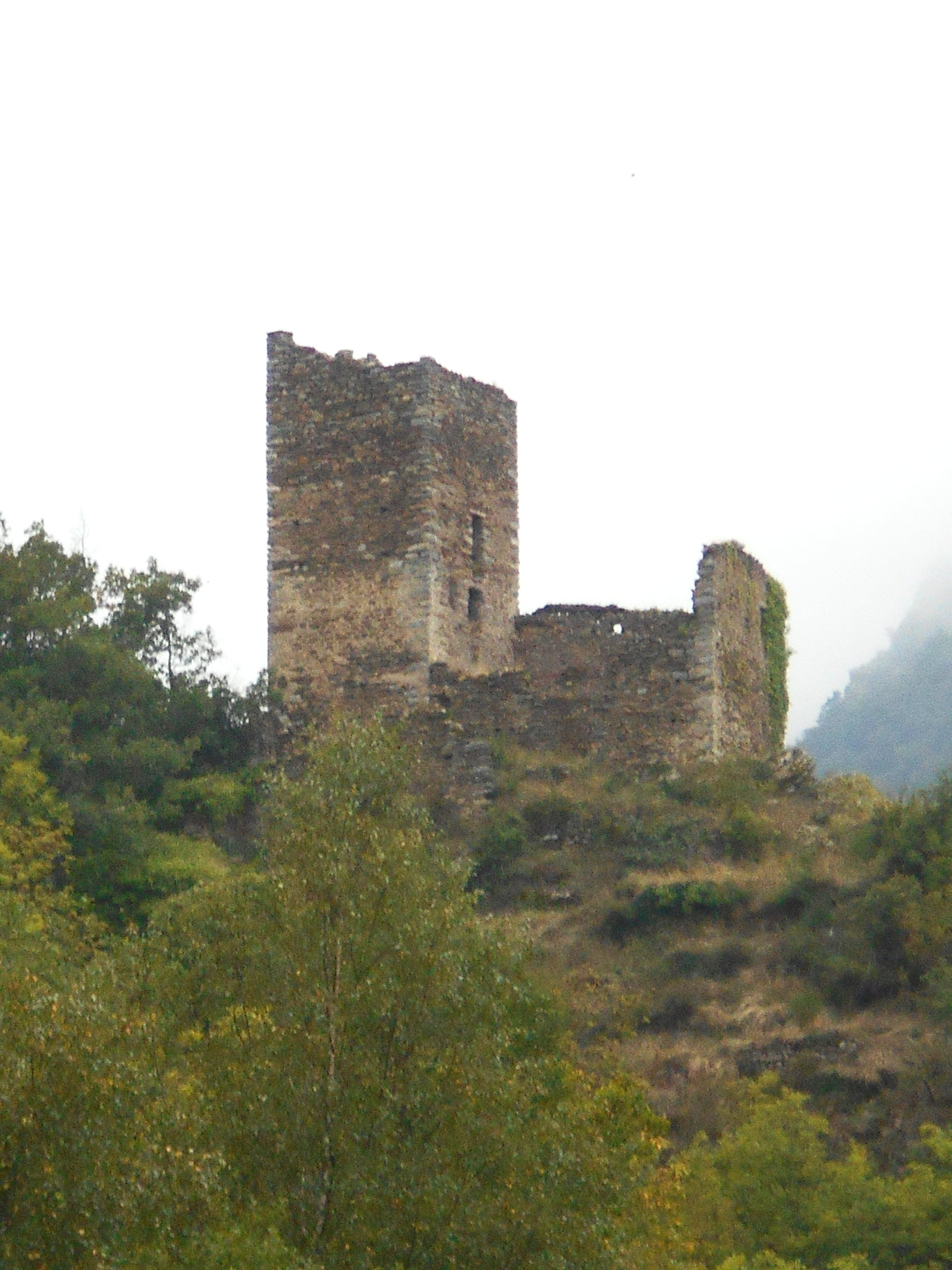
El castell, des del poble de Vallmanya

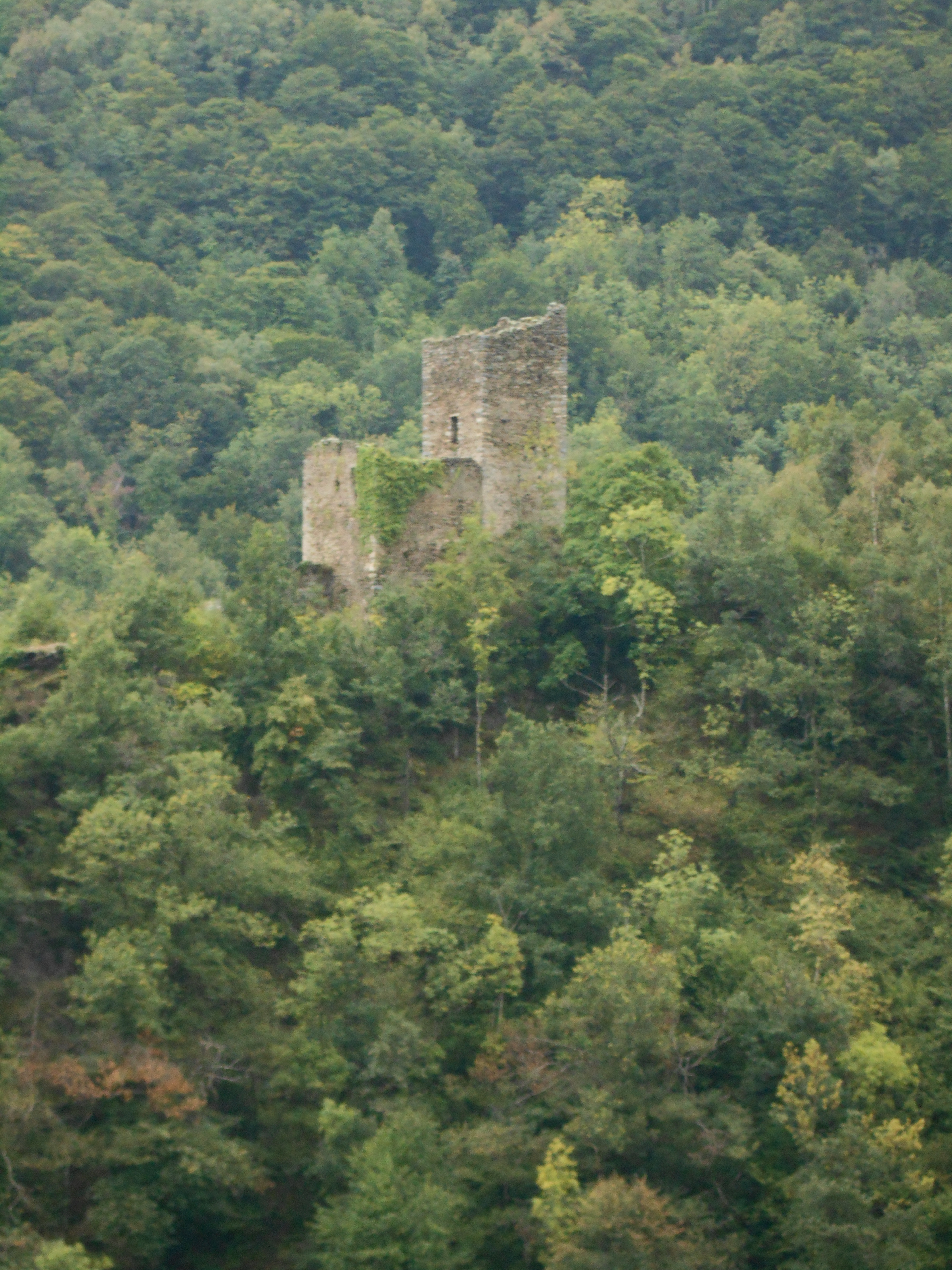
El castell, des de la carretera dels Masos

Era situat al cim d'un turó al sud-oest del poble de Vallmanya. Es troba a la dreta de la Lentillà, pràcticament al davant del poble de Vallmanya, en un turó estratègicament situat damunt de la confluència del riu principal de la vall amb un dels seus afluents principals, la Ribera del Castell.
L'únic punt possible d'accés al castell és la carena a l'extrem de la qual es troba, pel costat meridional; la resta són abarrancats cap als dos cursos d'aigua que el limiten. Se'n conserva la torre mestra, de planta quadrada i d'uns 12 metres d'alçada, tot i que ha perdut el coronament, que devia ser en forma de merlets. Fa quasi 5,5 metres de costat, i el gruix de les parets és de 1,5. Devia tenir una planta baixa coberta amb volta de canó i tres pisos més, però l'interior actualment és buit. Tot i que actualment es pot accedir a l'interior de la torre per un esvoranc a la paret, antigament s'hi accedia per dues portes situades a la façana nord, a una certa alçada. Els murs meridional i occidental, els corresponents a les zones més accessibles, tenen espitlleres, mentre que el septentrional i l'oriental no tenen cap mena d'obertura.
La resta del castell és també en ruïnes, però se'n conserven els murs fins a alçades diverses, però que permeten veure la grandària i complexitat del conjunt.